# Fairgrounds Speedway
O Fairground Speedway é um autódromo localizado em Nashville, no estado do Tennessee, nos Estados Unidos. O circuito é no formato oval possuindo 0,959 quilômetros (0,596 milhas) de comprimento, tendo 18° de inclinação nas curvas e 3° de inclinação nas retas.
Foi inaugurado em 1904, fazendo dele um dos autódromos mais antigos do mundo, a NASCAR correu no circuito entre os anos de 1958 e 1984, em 1969 a inclinação da curva foi para 35°, sendo reduzida para os atuais 18° em 1979, desde a década de 1990 recebe corridas da ARCA Racing Series.